# 维塔利·斯米尔诺夫
维塔利·格奥尔基耶维奇·斯米尔诺夫（俄语：Виталий Георгиевич Смирнов，1935年2月14日—），苏联及俄罗斯体育界人物，国际奥林匹克委员会委员，俄罗斯奥林匹克委员会原主席（1992年－2001年）。

## 生平
1935年生于哈巴罗夫斯克。1958年毕业于莫斯科中央体育运动学院。曾任共青团莫斯科市委第二书记、第一书记（1958年－1968年），苏共普希金诺市委第一书记（1968年－1970年），苏联水球联合会会长（1962年－1972年），苏联国家体育运动委员会副主席、第一副主席（1970年－1975年），1980年夏季奥林匹克运动会组委会第一副主席（1975年－1981年），俄罗斯苏维埃联邦社会主义共和国部长会议体育文化委员会主席（1981年－1990年），苏联奥林匹克委员会主席（1990年－1992年），俄罗斯奥林匹克委员会主席（1992年－2001年）。
1971年至2015年12月31日，任国际奥林匹克委员会委员。期间担任过执委会委员（1974年－1982年，1986年－1990年），副主席（1978年－1982年，1991年－1995年，2001年－2005年），资格委员会主席（1992年－1998年）。
2016年7月，任俄罗斯反兴奋剂独立公共委员会主席。